# Gerichtsbezirk Maków
Der Gerichtsbezirk Maków war ein dem Bezirksgericht Maków unterstehender Gerichtsbezirk im Kronland Galizien und Lodomerien. Er umfasste Gebiete im Westen Galiziens. Zentrum und Gerichtssitz des Gerichtsbezirks war die Stadt Maków. Nach dem Ersten Weltkrieg musste Österreich den gesamten Gerichtsbezirk an Polen abtreten. Das Gebiet ist heute Teil der Woiwodschaft Kleinpolen.

## Geschichte
Nachdem im Juni 1849 die allgemeinen Grundzüge der Gerichtsverfassung in den Kronländern durch Kaiser Franz Joseph I. genehmigt worden waren, legten die Ministerien des Inneren, der Finanz und der Justiz 1854 die neue Verwaltungs- und Justizeinteilung fest. Auf oberster Ebene wurden die beiden Verwaltungsgebiete Krakau (Westgalizien) und Lemberg (Ostgalizien) geschaffen, darunter folgten die Kreise und die Bezirke. Bei den Bezirksämtern handelte es sich vorerst um gemischte Behörden, denen Aufgaben der Politik, Verwaltung und Justiz zukamen. Die Bezirksgerichte waren dabei Teil der Bezirksämter und der Gerichtsbezirk deckungsgleich mit dem Verwaltungsbezirk.
Die Errichtung dieser gemischten Bezirksämter wurde schließlich per 29. September 1855 amtswirksam, wobei der Bezirk bzw. Gerichtsbezirk Maków aus den Gemeinden Biała, Bienkowka, Budzów, Grzechinia, Jachówka, Juszczyn, Koiszówka, Maków, Marcówka, Osielec, Skawica, Wieprzec, Żarnówka, Zawoja und Zembrzyce gebildet wurde. Im Gerichtsbezirk lebten dabei zu dieser Zeit 20.118 Menschen auf einer Fläche von 5.7 Quadratmeilen. In den Justizbereichen Verbrechen und Vergehen unterstand der Gerichtsbezirk dem Bezirksamt bzw. Bezirksgericht Wadowice, zuständiger Gerichtshof erster Instanz wurde das Landesgericht Krakau. Daneben existierte noch eine Einteilung in Kreise, wobei der Bezirk Maków gemeinsam mit den Bezirken Andrychów, Biała, Jordanów, Kalwarya, Kenty, Milówka, Myślenice, Oświęcim, Seypusch, Skawina, Ślemień und Wadowice den Kreis Wadowice bildete.
Nachdem die Kreisämter Ende Oktober 1865 abgeschafft wurden und deren Kompetenzen auf die Bezirksämter übergingen, schuf man nach dem Österreichisch-Ungarischen Ausgleich 1867 auch die Einteilung des Landes in zwei Verwaltungsgebiete ab. Zudem kam es im Zuge der Trennung der politischen von der judikativen Verwaltung zur Schaffung von getrennten Verwaltungs- und Justizbehörden. Während die gerichtliche Einteilung weitgehend unberührt blieb und die „reinen“ Bezirksgerichte per 28. Februar 1867 ihren Dienst aufnahmen, fasste man Gemeinden mehrerer Gerichtsbezirke zu Verwaltungsbezirken zusammen. Dadurch wurde der Gerichtsbezirk Maków 1867 Teil verschiedener Bezirkshauptmannschaften. Während die Gemeinden Budzów, Marcówka und Zembrzyce Teil des Bezirks Wadowice wurden, kam der überwiegende Teil des Gerichtsbezirks mit den Gemeinden Biała, Bienkowka, Grzechinia, Jachówka, Juszczyn, Kojszówka, Maków, Osielec, Skawica, Wieprzec, Żarnówka und Zawoja an den Bezirk Myślenice. Im Gegensatz zu anderen Kronländern, waren durch diese Bestimmungen Gerichtsbezirke auf mehrere politische Bezirke verteilt worden. Um diese Situation zu bereinigen, kam es 1878 zu einer umfassenden Gebietsreform der Gerichtsbezirke, wobei der Gerichtsbezirk Maków die im Bezirk Wadowice liegenden Gemeinden und Gutsgebiete Marcówka und Zembrzyce per 1. August 1878 an den Gerichtsbezirk Wadowice abgab. Zudem kamen die Gemeinden Osielec und Wieprzec an den Gerichtsbezirk Jordwanow und die Gemeinde Bienkowka an den Gerichtsbezirk Myślenice. Die Gemeinde Bienkowa kam jedoch bereits am 1. Jänner 1885 wieder zurück an den Gerichtsbezirk Maków.
Im Zuge der Schaffung des Kreisgerichtes Wadowice wurde der Gerichtsbezirk Maków per 1. Mai 1882 diesem unterstellt und aus dem Zuständigkeitsbereich des Landesgerichts Krakau ausgeschieden.
Der Gerichtsbezirk Maków bestand bei der Volkszählung 1900 nach den vorangegangenen Gebietsveränderungen aus den 11 Gemeinden bzw. Gutsgebieten Biała, Bienkowka, Budzów, Grzechinia, Jachówka, Juszczyn, Kojszówka, Maków, Skawica, Żarnówka und Zawoja. Hatte die Bevölkerung 1890 noch 21.112 Menschen umfasst, so lebten hier 1900 23.213 Menschen. Auf dem 287,57 km² großen Gebiet lebten dabei fast ausschließlich Menschen mit polnischer Umgangssprache und römisch-katholischem Glauben. Hinzu kamen einige Juden, insbesondere in Maków.